# Јон Дал Томасон
Јон Дал Томасон (дан. Jon Dahl Tomasson; 29. август 1976) бивши је дански фудбалер који је играо на позицији нападача. Тренутно ради као тренер репрезентације Шведске.

## Клупска каријера

### Почеци, Херенвен и Њукасл јунајтед
Након што се у локалном клубу пробио из омладинске школе до сениорског тима и истом помогао да се пласира у виши ранг, потписао је уговор са Херенвеном у којем је две сезоне за редом био најбољи стрелац тима. То му је помогло да се за њега чује по Европи, па је 1997. године Њукасл јунајтед, на челу са Кенијем Далглишом, издејствовао да Томасон потпише уговор. Није се баш најбоље привикао на енглески фудбал, а показатељ тога била је информација да је за на 35 одиграних утакмица дао само четири гола, у свим такмичењима.

### Фајенорд
У јулу 1998. године, Томасон се вратио у Холандију где је играо за Фајенорд. Добру форму крунисао је наградом за најбољег стрелца клуба у сезони 2000/01. Фајенорд је освојио Куп УЕФА 2001/02. што је био њихов први европски трофеј после 26 година. Томасон је био један од најзаслужнијих за овај подвиг, највише због тога што је постигао четири гола на турниру, али се истицала и његова сарадња са Пјером ван Хојдонком.

### Милан
Године 2002. Томасон је прешао у Милан са којим је освојио титуле у Купу Италије и Лиги шампиона прве сезоне. Имао је запажене наступе током прве две сезоне, али се током треће борио за своје место у стартној постави коју је на крају изгубио доласком Кристијана Вијерија у клуб.

### Завршетак каријере
Након Милана играо је за Штутгарт и Виљареал у којима се по ефикасности видело да више није у форми у којој је некада био. Након не тако успешних сезона, вратио се у Фајенорд. Иако је успео да за прве две сезоне постигне 20 голова у лиги, наредне су почеле да га муче повреде и због тога је у јуну 2011. године изјавио да ће завршити играчку каријеру.

## Репрезентативна каријера
Томасон је био веома ефикасан у млађим селекцијама Данске, а те успехе је касније наставио и са сениорском репрезентацијом за коју је дебитовао 1997. против Хрватске. Први гол постигао је на утакмици против Велса. Са укупно 52 гола на 112 утакмица је најбољи стрелац репрезентације Данске.

## Тренерска каријера
Након што је завршио играчку каријеру у јуну 2011, Томасон је постао асистент тренера у Екселсиору, а потом и главни тренер. Крајем 2013. године постао је тренер Роде из Керкрадеа.
Дана 5. јануара 2020. је, након што је био асистент у Витесеу и Данској, постао први тренер Малмеа.

## Успеси
Фајенорд
- Ередивизија: 1998/99.
- Суперкуп Холандије: 1999.
- Куп УЕФА: 2001/02.

Милан
- Серија А: 2003/04.
- Куп Италије: 2002/03.
- Суперкуп Италије: 2004.
- УЕФА Лига шампиона: 2002/03.